# Alberto Ricardo da Silva
Alberto Ricardo da Silva (Vila General Carmona, 24 aprile 1943 – Dili, 2 aprile 2015) è stato un vescovo cattolico est-timorese.

## Biografia
Frequentò le scuole elementari a Soibada, nel distretto di Manatuto nell'isola di Timor, allora colonia portoghese, presso il Colégio Nuno Alvares Pereira, ove ebbe come compagno di scuola Nicolau dos Reis Lobato, futuro cofondatore e leader del movimento di liberazione di Timor Est, FRETILIN.
Frequentò quindi il seminario di Nossa Senhora da Fatima a Dili, ricevendo quindi il 5 agosto 1972 l'ordine sacerdotale. Rimasto presso il seminario, venne inviato a studiare filosofia a Macao. Proseguì gli studi in teologia a Leiria, in Portogallo, finché ottenne una borsa di studio in teologia presso la Pontificia Università Gregoriana a Roma. Operò successivamente come accompagnatore spirituale e quindi divenne Rettore del seminario di Dare, nel distretto di Dili a Timor Est, nonché vicario generale di Dili.
Nel 2000 divenne rettore del seminario di Dili. Il 27 febbraio 2004 papa Giovanni Paolo II lo nominò vescovo di Dili ed il 2 maggio dello stesso anno venne consacrato dal vescovo Basílio do Nascimento, fino ad allora amministratore apostolico di Dili ed eletto vescovo di Baucau.
Il 9 febbraio 2015 papa Francesco accolse la sua richiesta di rinuncia come vescovo, secondo quanto informato dal bollettino della Sala stampa della Santa sede.
È scomparso nell'aprile 2015 all'età di 71 anni dopo una lunga malattia.

## Interventi sul tema delle lotte in Timor Est
Il 5 dicembre 2005 il vescovo Alberto Ricardo da Silva scrisse al Segretario generale delle Nazioni Unite Kofi Annan per ribadire l'importanza che il popolo di Timor Est ottenesse giustizia.
Il problema era che alcuni uomini politici desideravano mettere una pietra sopra la verità per garantirsi che non vi sarebbero stati accertamenti sui responsabili delle atrocità commesse dal 1975 al 1999. Egli sollecitò fortemente il Segretario generale, affinché raccomandasse al Consiglio di Sicurezza l'adozione di una risoluzione ai sensi del Capitolo VII dello Statuto delle Nazioni Unite, che promuovesse la creazione di un Tribunale internazionale per Timor Est.
Il 1º aprile 2007 il vescovo disse a 2000 giovani cattolici, durante la Messa celebrata nella Cattedrale dell'Immacolata Concezione a Dili, in occasione della 22ª Giornata mondiale della gioventù, di perdonarsi a vicenda, riconciliarsi gli uni con gli altri e sforzarsi in futuro nella ricostruzione del Paese martoriato dalla violenza.
Il 21 febbraio 2012 il vescovo da Silva guidò una marcia della pace dalla chiesa di Nossa Senhora Auxiliadora in Komoro alla sede episcopale di Lecidere. Vi presero parte circa 5.000 persone, compresi preti, suore, seminaristi, laici, esponenti ufficiali del governo ed ambasciatori stranieri. Il vescovo raccomandò alla gente di partecipare pacificamente alle imminenti elezioni presidenziali.

## Genealogia episcopale
La genealogia episcopale è:
- Cardinale Scipione Rebiba
- Cardinale Giulio Antonio Santori
- Cardinale Girolamo Bernerio, O.P.
- Arcivescovo Galeazzo Sanvitale
- Cardinale Ludovico Ludovisi
- Cardinale Luigi Caetani
- Cardinale Ulderico Carpegna
- Cardinale Paluzzo Paluzzi Altieri degli Albertoni
- Papa Benedetto XIII
- Papa Benedetto XIV
- Papa Clemente XIII
- Cardinale Enrico Benedetto Stuart
- Papa Leone XII
- Cardinale Chiarissimo Falconieri Mellini
- Cardinale Camillo Di Pietro
- Cardinale Mieczysław Halka Ledóchowski
- Cardinale Jan Maurycy Paweł Puzyna de Kosielsko
- Arcivescovo Józef Bilczewski
- Arcivescovo Bolesław Twardowski
- Arcivescovo Eugeniusz Baziak
- Papa Giovanni Paolo II
- Vescovo Basílio do Nascimento
- Vescovo Alberto Ricardo da Silva